# Comuna Täby
Täby (Täby kommun) este o comună din comitatul Stockholms län, Suedia, cu o populație de 66.292 locuitori (2013).

## Geografie

### Zone urbane
Lista celor mai mari zone urbane din comună (anul 2015) conform Biroului Central de Statistică al Suediei:
| Nr | Zona urbană | Pop. |
| -- | ----------- | ---- |
| 1  | Arninge     | 295  |

Reședința comunei, orașul Täby, este inclus în zona urbană Stockholm.

## Demografie
| \| Evoluția demografică în comuna Täby, 1970–2015 \| Evoluția demografică în comuna Täby, 1970–2015 \| Evoluția demografică în comuna Täby, 1970–2015 \| Evoluția demografică în comuna Täby, 1970–2015 \| Evoluția demografică în comuna Täby, 1970–2015 \| \| ----------------------------------------------------------------------------------------------------- \| ---------------------------------------------- \| ---------------------------------------------- \| ---------------------------------------------- \| ---------------------------------------------- \| \| An \| \| \| Locuitori \| \| \| 1970 \| 1970 \| \| 38406 \| 38406 \| \| 1975 \| 1975 \| \| 41307 \| 41307 \| \| 1980 \| 1980 \| \| 47105 \| 47105 \| \| 1985 \| 1985 \| \| 54185 \| 54185 \| \| 1990 \| 1990 \| \| 56714 \| 56714 \| \| 1995 \| 1995 \| \| 58833 \| 58833 \| \| 2000 \| 2000 \| \| 60197 \| 60197 \| \| 2005 \| 2005 \| \| 60594 \| 60594 \| \| 2010 \| 2010 \| \| 63789 \| 63789 \| \| 2015 \| 2015 \| \| 68281 \| 68281 \| \| Sursa: SCB - Statistika Centralbyrån, Folkmängd efter region, civilstånd, ålder och kön. År 1968–2016 \| \| \| \| \| |      |  |           |       |
| Evoluția demografică în comuna Täby, 1970–2015 |      |  |           |       |
| An |      |  | Locuitori |       |
| 1970 | 1970 |  | 38406     | 38406 |
| 1975 | 1975 |  | 41307     | 41307 |
| 1980 | 1980 |  | 47105     | 47105 |
| 1985 | 1985 |  | 54185     | 54185 |
| 1990 | 1990 |  | 56714     | 56714 |
| 1995 | 1995 |  | 58833     | 58833 |
| 2000 | 2000 |  | 60197     | 60197 |
| 2005 | 2005 |  | 60594     | 60594 |
| 2010 | 2010 |  | 63789     | 63789 |
| 2015 | 2015 |  | 68281     | 68281 |
| Sursa: SCB - Statistika Centralbyrån, Folkmängd efter region, civilstånd, ålder och kön. År 1968–2016 |      |  |           |       |